# Neue Arbeiter Zeitung

Zeitungskopf Neue Arbeiter Zeitung

Die Neue Arbeiter Zeitung (NAZ) war eine erstmals am 2. November 1926 erschienene kommunistische Zeitung, die insbesondere gegen Ende der Weimarer Republik mehrere Male verboten wurde. Nachfolge-Zeitung war nach 1945 die Hannoversche Volksstimme.

## Niedersächsische Arbeiterzeitung
Erstmals am 13. November 1920 erschien die kommunistische Braunschweiger Arbeiterzeitung. Als eine ihrer Nebenausgaben erschien seit 1921 in Hannover die Niedersächsische Arbeiterzeitung.

## Geschichte
Die NAZ erschien erstmals am 2. November 1926. Chefredakteur bis 1932 war das spätere Gründungsmitglied der DKP Willi Bohn. Erich Glückauf war Redakteur und Leitungsmitglied der der Bezirksleitung der KPD in Niedersachsen. Die Zeitung wurde vor allem gegen Ende der Weimarer Republik mehrmals verboten. In ihrer Ausgabe vom 31. Januar 1933 rief die NAZ zum „Massenkampf gegen die Hitler-Regierung“ auf und nannte Hitler einen „Volksbetrüger“. Daraufhin wurde die Zeitung mit einem fünftägigen Erscheinungsverbot vom 11. bis 16. Februar 1933 belegt. Am 25. Februar folgte dann ein Erscheinungsverbot für drei Wochen, das jedoch nicht mehr außer Kraft gesetzt wurde: Die letzte – legale – Ausgabe der NAZ vom 28. Februar 1933, dem Tag des Reichstagsbrandes, enthielt ausschließlich die Verbotsverfügung des Oberpräsidenten. Die Rotationspresse, die gerade erst im Sommer 1932 in Betrieb genommen worden war, musste der Niedersächsischen Tageszeitung überlassen und im Mai 1933 die am Klagesmarkt 21 betriebene Druckerei Fortschritt geschlossen werden.